# Nuoto ai campionati europei di nuoto 2024 - 100 metri rana femminili
La gara degli 100 metri rana femminili dei campionati europei di nuoto 2024 si è svolta il 18 e il 19 giugno 2024 presso il Centro Sportivo Milan Gale Muškatirović di Belgrado.

## Podio
| Pos.    | Atleta            | Nazione  |
| ------- | ----------------- | -------- |
| Oro     | Eneli Jefimova    | Estonia  |
| Argento | Lisa Mamié        | Svizzera |
| Bronzo  | Olivia Klint Ipsa | Svezia   |

## Record
Prima della manifestazione il record del mondo (RM) e il record dei campionati (RC) erano i seguenti.
|  | 1'04"13 | Lilly King     | 29 luglio 2017 Budapest   |
|  | 1'04"35 | Rūta Meilutytė | 29 luglio 2013 Barcellona |
|  | 1'05"53 | Julija Efimova | 5 agosto 2018 Glasgow     |

Durante la competizione non sono stati migliorati record.

## Programma
| Data           | Ora   | Turno      |
| -------------- | ----- | ---------- |
| 18 giugno 2024 | 10:00 | Batterie   |
| 18 giugno 2024 | 18:54 | Semifinali |
| 19 giugno 2024 | 18:58 | Finale     |

## Risultati

### Batterie
| Pos. | Batteria | Corsia | Atleta                     | Nazionalità   | Tempo        | Note |
| ---- | -------- | ------ | -------------------------- | ------------- | ------------ | ---- |
| 1    | 4        | 5      | Anastasia Gorbenko         | Israele       | 1'06"15      | Q    |
| 2    | 4        | 4      | Eneli Jefimova             | Estonia       | 1'06"67      | Q    |
| 3    | 2        | 4      | Lisa Mamié                 | Svizzera      | 1'07"19      | Q    |
| 4    | 3        | 5      | Olivia Klint Ipsa          | Svezia        | 1'07"48      | Q    |
| 5    | 3        | 3      | Maria Romanjuk             | Estonia       | 1'07"95      | Q    |
| 6    | 3        | 4      | Dominika Sztandera         | Polonia       | 1'08"17      | Q    |
| 7    | 3        | 1      | Kristýna Horská            | Rep. Ceca     | 1'08"25      | Q    |
| 8    | 4        | 2      | Tina Celik                 | Slovenia      | 1'08"36      | Q    |
| 9    | 3        | 2      | Ana Blažević               | Croazia       | 1'08"76      | Q    |
| 10   | 2        | 6      | Leah Schlosshan            | Gran Bretagna | 1'08"92      | Q    |
| 11   | 4        | 3      | Clara Rybak-Andersen       | Danimarca     | 1'09"04      | Q    |
| 12   | 4        | 6      | Niamh Coyne                | Irlanda       | 1'09"06      | Q    |
| 13   | 2        | 5      | Ida Hulkko                 | Finlandia     | 1'09"07      | Q    |
| 14   | 3        | 7      | Emelie Fast                | Svezia        | 1'09"11      | Q    |
| 15   | 3        | 6      | Ana Rodrigues              | Portogallo    | 1'09"15      | Q    |
| 16   | 2        | 8      | Teya Nikolova              | Bulgaria      | 1'09"22      | Q    |
| 17   | 2        | 2      | Eszter Békési              | Ungheria      | 1'09"43      |      |
| 18   | 2        | 3      | Andrea Podmaníková         | Slovacchia    | 1'09"48      |      |
| 19   | 2        | 1      | Ellie McCartney            | Irlanda       | 1'09"53      |      |
| 20   | 4        | 0      | Eleni Kontogeorgou         | Grecia        | 1'09"79      |      |
| 21   | 1        | 4      | Veera Kivirinta            | Finlandia     | 1'09"88      |      |
| 22   | 4        | 7      | Chara Angelaki             | Grecia        | 1'09"93      |      |
| 23   | 2        | 0      | Nikoleta Trníková          | Slovacchia    | 1'10"37      |      |
| 24   | 4        | 1      | Martina Bukvić             | Serbia        | 1'10"38      |      |
| 25   | 2        | 7      | Silje Rongevær Slyngstadli | Norvegia      | 1'10"81      |      |
| 26   | 4        | 8      | Klara Thormalm             | Svezia        | 1'10"88      |      |
| 27   | 3        | 0      | Anna Munk Fuglsang         | Danimarca     | 1'11"10      |      |
| 28   | 4        | 9      | Anniina Murto              | Finlandia     | 1'11"37      |      |
| 29   | 3        | 9      | Kiia Metsäkonkola          | Finlandia     | 1'11"94      |      |
| 30   | 2        | 9      | Nadia Tudo                 | Andorra       | 1'12"59      |      |
| 31   | 1        | 3      | Stella Gjoka               | Albania       | 1'15"00      |      |
| 32   | 1        | 5      | Birgitta Ingólfsdóttir     | Islanda       | 1'15"34      |      |
| DSQ  | 3        | 8      | Diana Petkova              | Bulgaria      | Squalificata |      |

### Semifinali
| Pos. | Batteria | Corsia | Atleta               | Nazionalità   | Tempo   | Note |
| ---- | -------- | ------ | -------------------- | ------------- | ------- | ---- |
| 1    | 2        | 4      | Eneli Jefimova       | Estonia       | 1'06"60 | Q    |
| 2    | 2        | 5      | Olivia Klint Ipsa    | Svezia        | 1'06"92 | Q    |
| 3    | 1        | 4      | Lisa Mamié           | Svizzera      | 1'07"32 | Q    |
| 4    | 2        | 3      | Dominika Sztandera   | Polonia       | 1'07"35 | Q    |
| 5    | 1        | 3      | Kristýna Horská      | Rep. Ceca     | 1'07"72 | Q    |
| 6    | 1        | 5      | Maria Romanjuk       | Estonia       | 1'08"00 | Q    |
| 7    | 2        | 2      | Leah Schlosshan      | Gran Bretagna | 1'08"35 | Q    |
| 8    | 1        | 8      | Andrea Podmaníková   | Slovacchia    | 1'08"72 | Q    |
| 9    | 1        | 6      | Ana Blažević         | Croazia       | 1'08"83 |      |
| 10   | 1        | 7      | Ida Hulkko           | Finlandia     | 1'08"91 |      |
| 11   | 2        | 8      | Teya Nikolova        | Bulgaria      | 1'08"95 |      |
| 12   | 2        | 1      | Emelie Fast          | Svezia        | 1'09"04 |      |
| 13   | 2        | 7      | Niamh Coyne          | Irlanda       | 1'09"07 |      |
| 14   | 1        | 1      | Ana Rodrigues        | Portogallo    | 1'09"17 |      |
| 15   | 2        | 6      | Tina Celik           | Slovenia      | 1'09"23 |      |
| 16   | 1        | 2      | Clara Rybak-Andersen | Danimarca     | 1'09"48 |      |

### Finale
| Pos.    | Corsia | Atleta             | Nazionalità | Tempo   | Note |
| ------- | ------ | ------------------ | ----------- | ------- | ---- |
| Oro     | 4      | Eneli Jefimova     | Estonia     | 1'06"41 |      |
| Argento | 3      | Lisa Mamié         | Svizzera    | 1'07"15 |      |
| Bronzo  | 6      | Olivia Klint Ipsa  | Svezia      | 1'07"73 |      |
| 4       | 5      | Dominika Sztandera | Polonia     | 1'07"75 |      |
| 5       | 7      | Maria Romanjuk     | Estonia     | 1'08"22 |      |
| 6       | 1      | Ida Hulkko         | Finlandia   | 1'08"94 |      |
| 7       | 8      | Ana Blažević       | Croazia     | 1'09"25 |      |
| 8       | 2      | Andrea Podmaníková | Slovacchia  | 1'09"27 |      |